# Comuna Gorjani, Osijek-Baranja
Gorjani este o comună în cantonul Osijek-Baranja, Croația, având o populație de 1.591 de locuitori (2011).

## Demografie
Componența etnică a comunei Gorjani
     Croați (97,42%)
     Necunoscut (0,25%)
     Neclasificat (2,14%)
Componența confesională a comunei Gorjani
     Catolici (97,74%)
     Ortodocși (1,51%)
     Necunoscută (0,31%)
     Alte religii (0,44%)
Conform recensământului din 2011, comuna Gorjani avea 1.591 de locuitori. Din punct de vedere etnic, majoritatea locuitorilor (97,42%) erau croați. Apartenența etnică nu este cunoscută în cazul a 0,25% din locuitori. Din punct de vedere confesional, majoritatea locuitorilor (97,74%) erau catolici, cu o minoritate de ortodocși (1,51%). Pentru 0,31% din locuitori nu este cunoscută apartenența confesională.